# Ксандер Северіна
Ксандер Северіна (нід. Xander Severina, нар. 12 квітня 2001, Рейсвейк) — футболіст з Кюрасао, нападник клубу «Маккабі» (Хайфа).
Виступав, зокрема, за клуб «АДО Ден Гаг», а також національну збірну Кюрасао.

## Клубна кар'єра
Народився 12 квітня 2001 року в місті Рейсвейк.
У дорослому футболі дебютував 2021 року виступами за команду «АДО Ден Гаг», у якій провів два сезони, взявши участь у 55 матчах чемпіонату.  Більшість часу, проведеного у складі «АДО Ден Гаг», був основним гравцем атакувальної ланки команди.
До складу клубу «Партизан» приєднався 2023 року. Станом на 30 квітня 2024 року відіграв за белградську команду 26 матчів в національному чемпіонаті.

## Виступи за збірну
У 2023 році дебютував в офіційних матчах у складі національної збірної Кюрасао.
| Дата      | Місто                        | Господарі | Результат | Гості   | Турнір           | Голи | Примітки |
| --------- | ---------------------------- | --------- | --------- | ------- | ---------------- | ---- | -------- |
| 28-3-2024 | Сантьяго-дель-Естеро (місто) | Аргентина | 7 – 0     | Кюрасао | товариський матч | -    | 73'      |
| Усього    |                              | Матчів    | 1         |         | Голів            | 0    |          |